# Associação Desportiva Ferroviária Vale do Rio Doce
L'Associação Desportiva Ferroviária Vale do Rio Doce, nota anche come Desportiva Ferroviária o semplicemente come Desportiva, è una società calcistica brasiliana con sede nella città di Cariacica, nello stato dell'Espírito Santo.

## Storia
Il 7 luglio 1963, il club è stato fondato come Associação Desportiva Ferroviária Vale do Rio Doce, dopo la fusione tra il Vale do Rio Doce, il Ferroviário, il Cauê, il Guarany, il Valeriodoce, e il Cruzeiro. Questi club furono fondati dai dipendenti della ferrovia della Companhia Vale do Rio Doce. La Companhia Vale do Rio Doce ha successivamente incoraggiato la fusione tra i club.
Nel 1964, il club ha vinto il suo primo titolo professionistico, il Campionato Capixaba.
Nel 1974, la Desportiva ha partecipato al Campeonato Brasileiro Série A per la prima volta. Il club ha terminato al 34º posto.
Nel 1980, il club ha partecipato di nuovo al Campeonato Brasileiro Série A, terminando al 15º posto. È stata la miglior prestazione del club in questa competizione.
Nel 1993, la Desportiva ha partecipato per l'ultima volta al Campeonato Brasileiro Série A. Il club ha terminato al 29º posto.
Il 19 aprile 1999, il club è diventato una società privata, e ha cambiato denominazione in Desportiva Capixaba. Il socio anziano era la Frannel Distribuidora de Combustível, che più tardi venne sostituita dal Grupo Villa-Forte a causa della bancarotta della Frannel.
Nel novembre 2010, l'ex giocatore Robson Santana è stato eletto dai soci del club come presidente e una nuova direzione è stata istituita nel club.
L'8 aprile 2011, il club è tornato a chiamarsi Associação Desportiva Ferroviária Vale do Rio Doce.

## Palmarès

### Competizioni statali
- Campionato Capixaba: 18

1964, 1965, 1967, 1972, 1974, 1977, 1979, 1980, 1981, 1984, 1986, 1989, 1992, 1994, 1996, 2000, 2013, 2016
- Campeonato Capixaba Série B: 2

2007, 2012
- Copa Espírito Santo: 2

2008, 2012

### Altri piazzamenti
- Campeonato Brasileiro Série B:

Terzo posto: 1994, 1998